# Jorge II de Constantinopla
Jorge II Xifilín o Jorge Xifilinos (en griego, Γεώργιος Β´ Ξιφιλῖνος, ? - 7 de julio de 1198) fue Patriarca de Constantinopla entre 1191 y 1198, después del derrocamiento de Dositeo de Constantinopla.
Según Balsamón, durante el reinado de Alejo I Comneno, Xifilín enumera a cinco miembro de los Exocatacoeli (unos oficios de la Iglesia Constantinopolitana similar al cardenal católico, que debían dormir en sus parroquias), a los que añade uno más correspondiente al propio patriarca.